# Coryanthes villegasiana
Coryanthes villegasiana är en orkidéart som beskrevs av Fernando Peláez Campomanes. Coryanthes villegasiana ingår i släktet Coryanthes, och familjen orkidéer. Inga underarter finns listade i Catalogue of Life.